# Heinrich Haase
Heinrich Haase – as lotnictwa niemieckiego Luftstreitkräfte z 6 potwierdzonymi zwycięstwami w I wojnie światowej.
W 1917 roku służył w Schlasta 8. Pierwsze zwycięstwo odniósł 3 maja nad samolotem SPAD.  W połowie 1918 roku został przeniesiony do eskadry myśliwskiej Jagdstaffel 21. Do 10 października 1918 roku w jednostce zestrzelił 5 balonów obserwacyjnych. Zdobył tytuł Balloon Buster. W czasie kolejnego lotu bojowego i ataku na balon został ciężko ranny w ramię. Do końca wojny przebywał w szpitalu.
Latał na samolocie Fokker D.VII.
Jego los po wojnie nie jest znany. Był odznaczony Krzyżem Żelaznym.